# Lasioglossum obscuratum
Lasioglossum obscuratum är en biart som först beskrevs av Morawitz 1876.  Lasioglossum obscuratum ingår i släktet smalbin, och familjen vägbin. Inga underarter finns listade i Catalogue of Life.